# 곤살루 파시엔시아
곤살루 멘드스 파시엔시아(포르투갈어: Gonçalo Mendes Paciência, 1994년 8월 1일 ~ )는 포르투갈의 축구 선수이다. 현재 캄페오나투 브라질레이루 세리이 A의 스포르트에서 활약하고 있다.
틀:스포르트 헤시피 선수 명단